# Rostyslawska-Straße
Die Rostyslawska-Straße (ukrainisch Ростиславська вулиця) ist eine Straße in der ukrainischen Hauptstadt Kiew. Die Straße liegt im Ortsteil Schuljawka im Rajon Schewtschenko und verbindet die Wjatscheslawa-Tschornowola-Straße mit der Bohdan-Hawrylyschyno-Straße. Kennzeichnend für die Straße ist die Bebauung mit Kasernenbauten und fünfgeschossigen Ziegelbauten, den sogenannten Chruschtschowkas.

## Geschichte
Die Straße entstand in der Mitte des 19. Jahrhunderts mit  der Ausweitung des Stadtgebietes nach Westen. Ursprünglich diente sie als Zugangsweg zu den Lagern des Luzker Regimentes in der Degtjarjowskoi-Straße. Länger als heute, führte sie über das Gelände des heutigen Zooparks Kiew bis zur Degtjarjowskoi-Straße westlich der Luzker Kaserne. Im Jahre 1869 erhielt sie den Namen Lager-Straße (ukrainisch Лагерна Вулиця). Der Abzweig, der sie zwischen den Luzker Kasernen und dem Lukjaniwska-Gefängnis mit der Degtjarjowskoi-Straße verband, wurde ebenfalls als Lager-Straße bezeichnet. In der Mitte des 20. Jahrhunderts wurde sie im Zuge der Umgestaltung des Stadtviertels auf ihre heutige Länge gekürzt. Ihren Namen erhielt sie 1967 zu Ehren des sowjetischen Militärs Pawel Semjonowitsch Rybalko. Ihren derzeitigen Namen erhielt sie 2023 zu Ehren des Kiewer Großfürsten Rostislaw Mstislawitsch.

## Bebauung
Unmittelbar an der Straße liegt das Start-Stadion, in dem das als Todesspiel bekannte Fußballspiel zwischen der Kiewer Mannschaft „FK Start“ und der „Flakelf“, einer Mannschaft bestehend aus Mitgliedern der deutschen Flugabwehr, während der deutschen Besatzung am 9. August 1942 in Kiew stattgefunden hat.
Gegenüber befindet sich der Kasernenkomplex der Nummern 10/8 und 6/27. Die im neoklassizistischen Stil erbauten Gebäude wurden 1910 auf Kosten der Stadt Kiew errichtet, die zum Bau von Unterkünften für das Militär der Kaiserlichen Armee verpflichtet war. Untergebracht waren hier zunächst zwei Batterien der 33. Artilleriebrigade.
Das Gebäude Nr. 11 ist das 1927 im Stil des Konstruktivismus erbaute Feuerwehrdepot.
Das Wohngebäude in der  Marschall-Rybalko-Straße Nr. 1 ist ein neungeschossiger Ziegelbau des Typs II-18/9. Dieser Typ ist in Kiew selten, in Moskau hingegen in großer Anzahl anzutreffen.

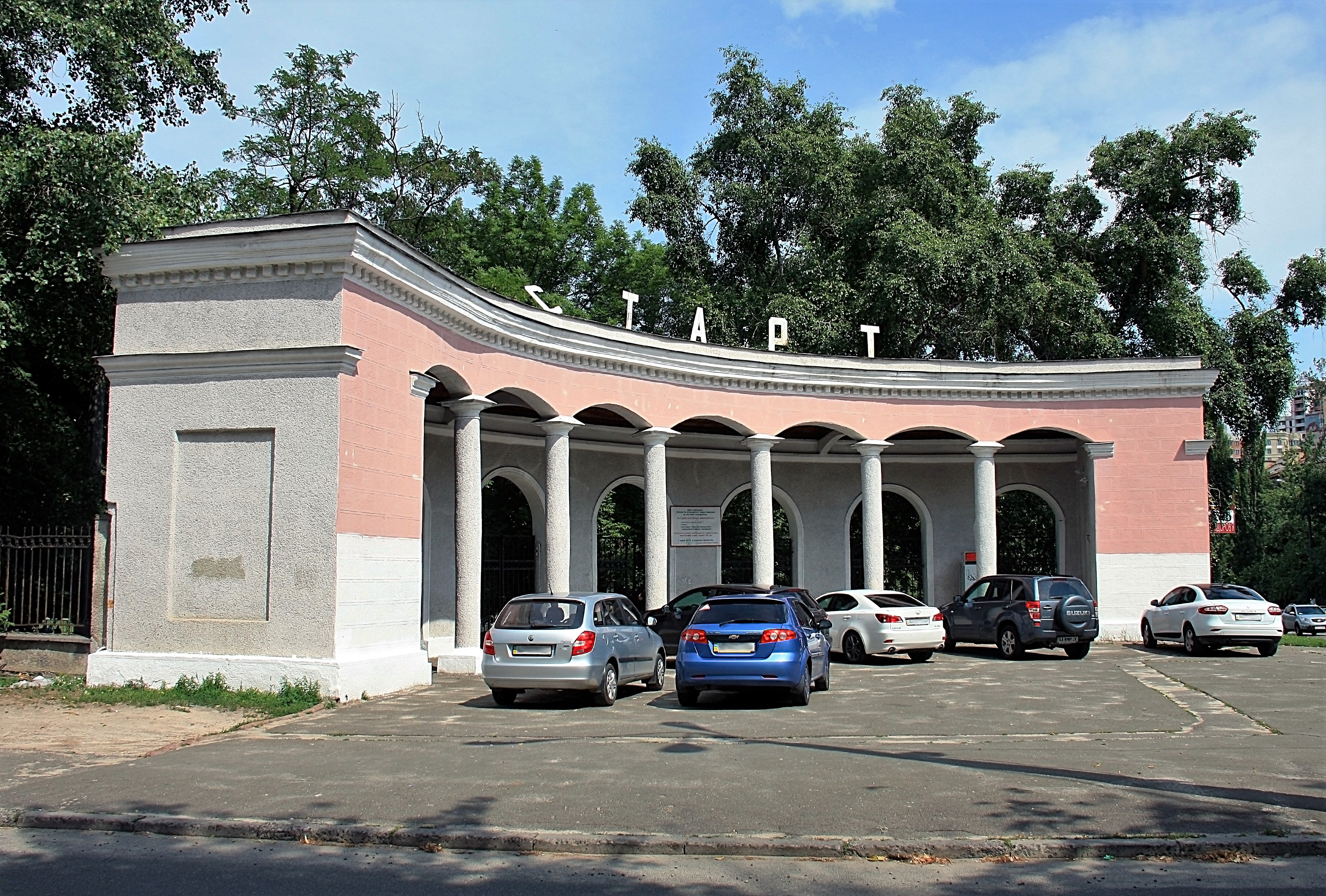
Eingangsbereich des Stadions "Start"
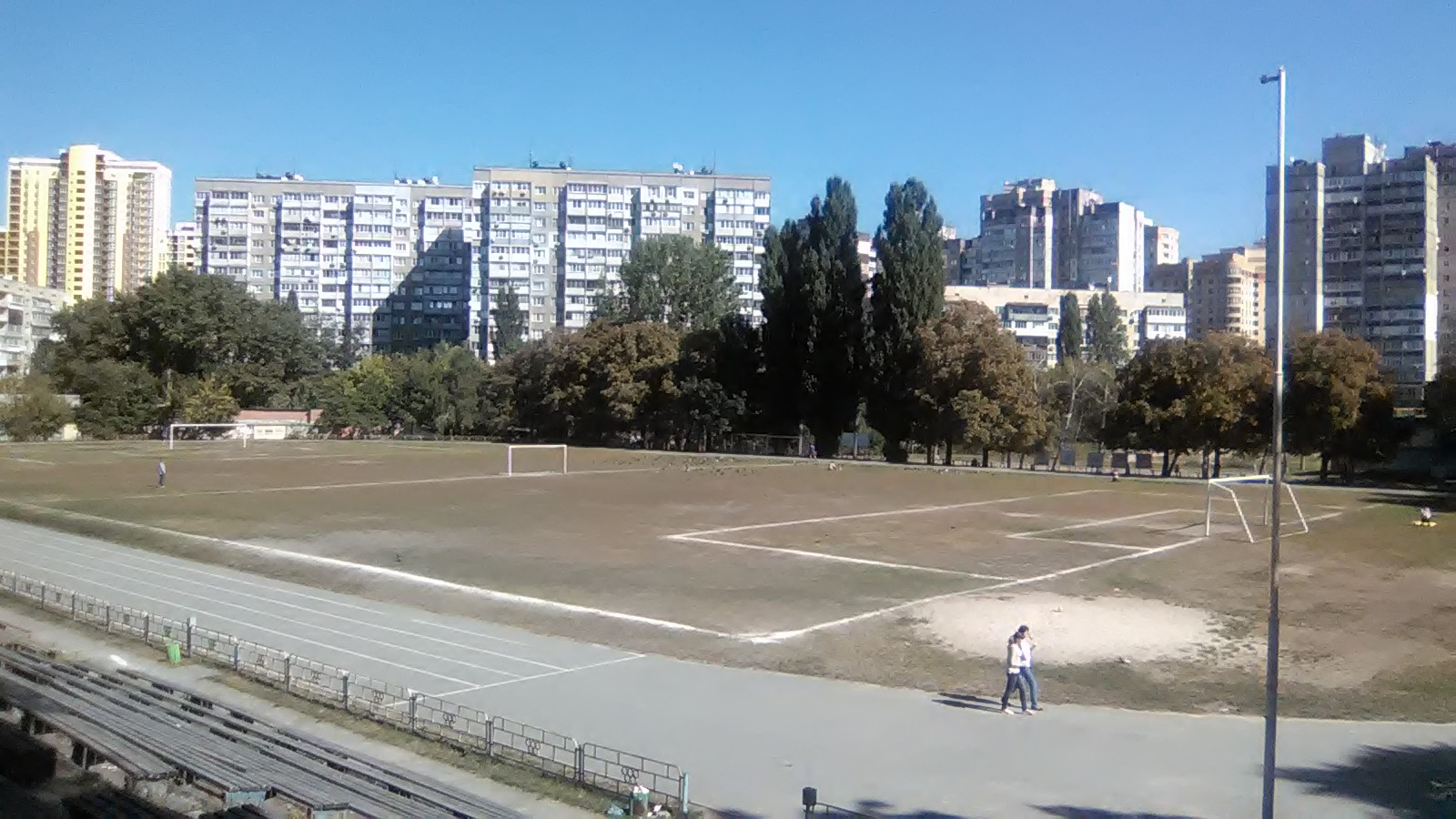
Stadion "Start"
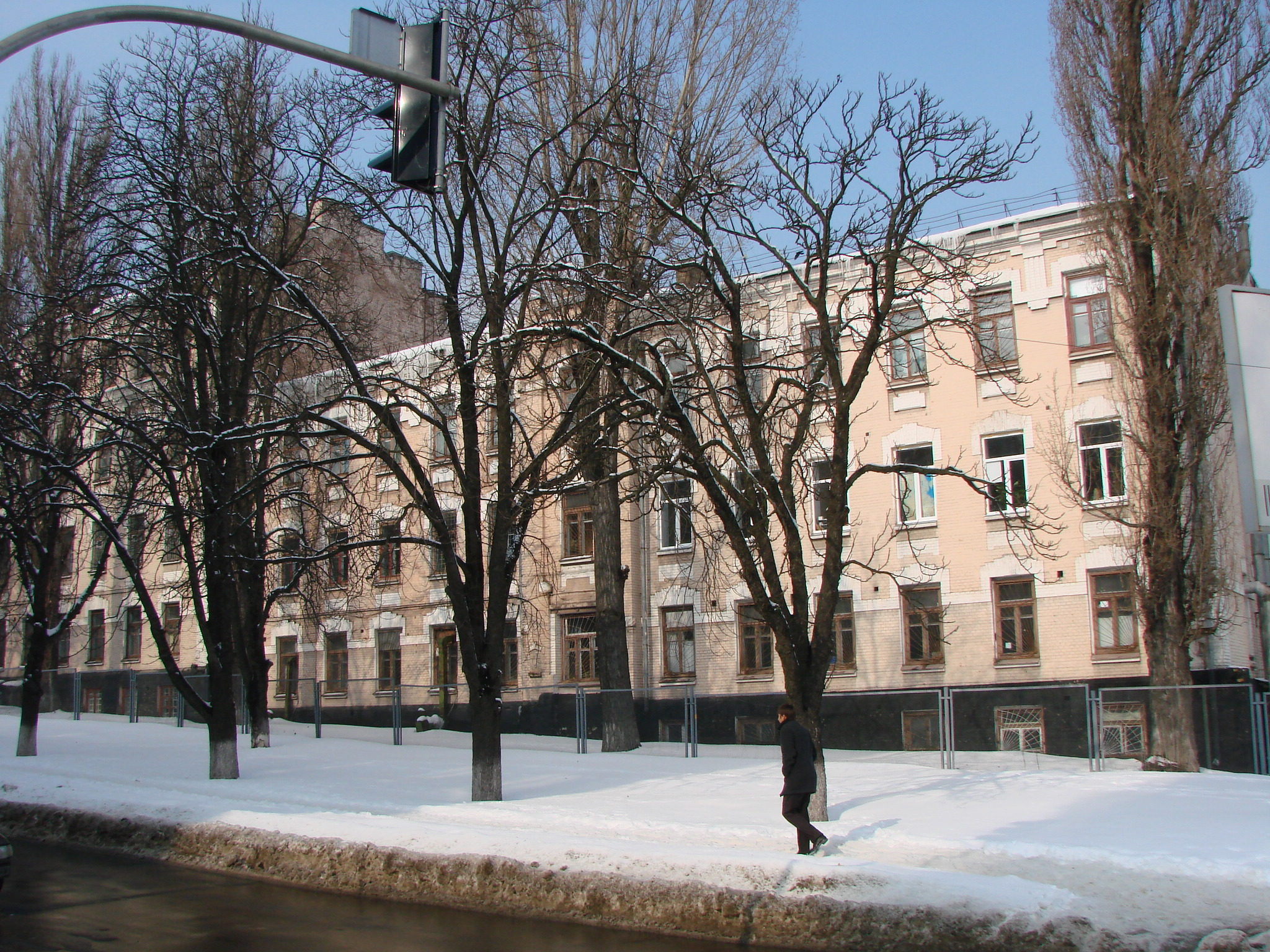
Häuser Nr. 6/27
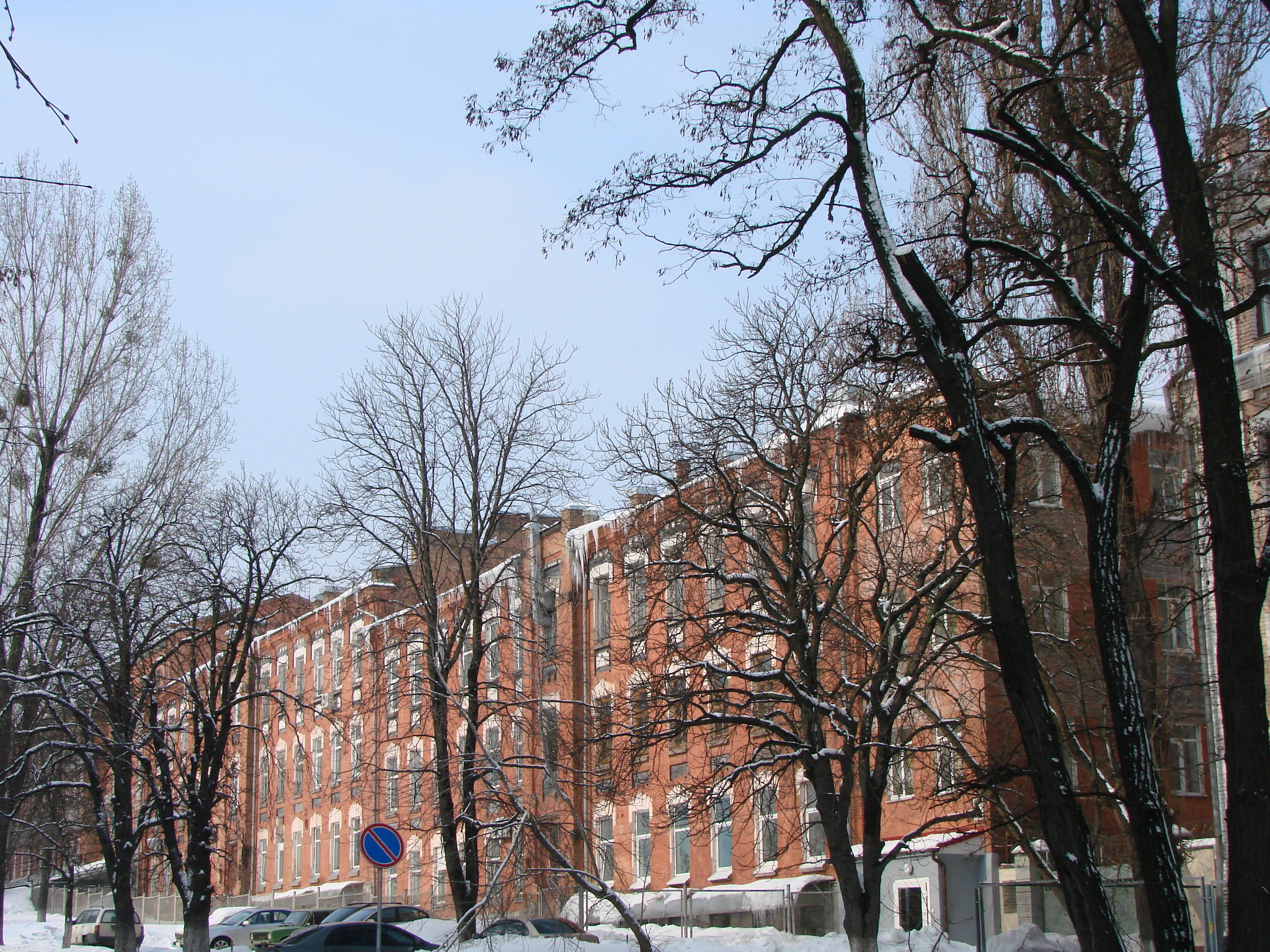
Häuser Nr. 8/10
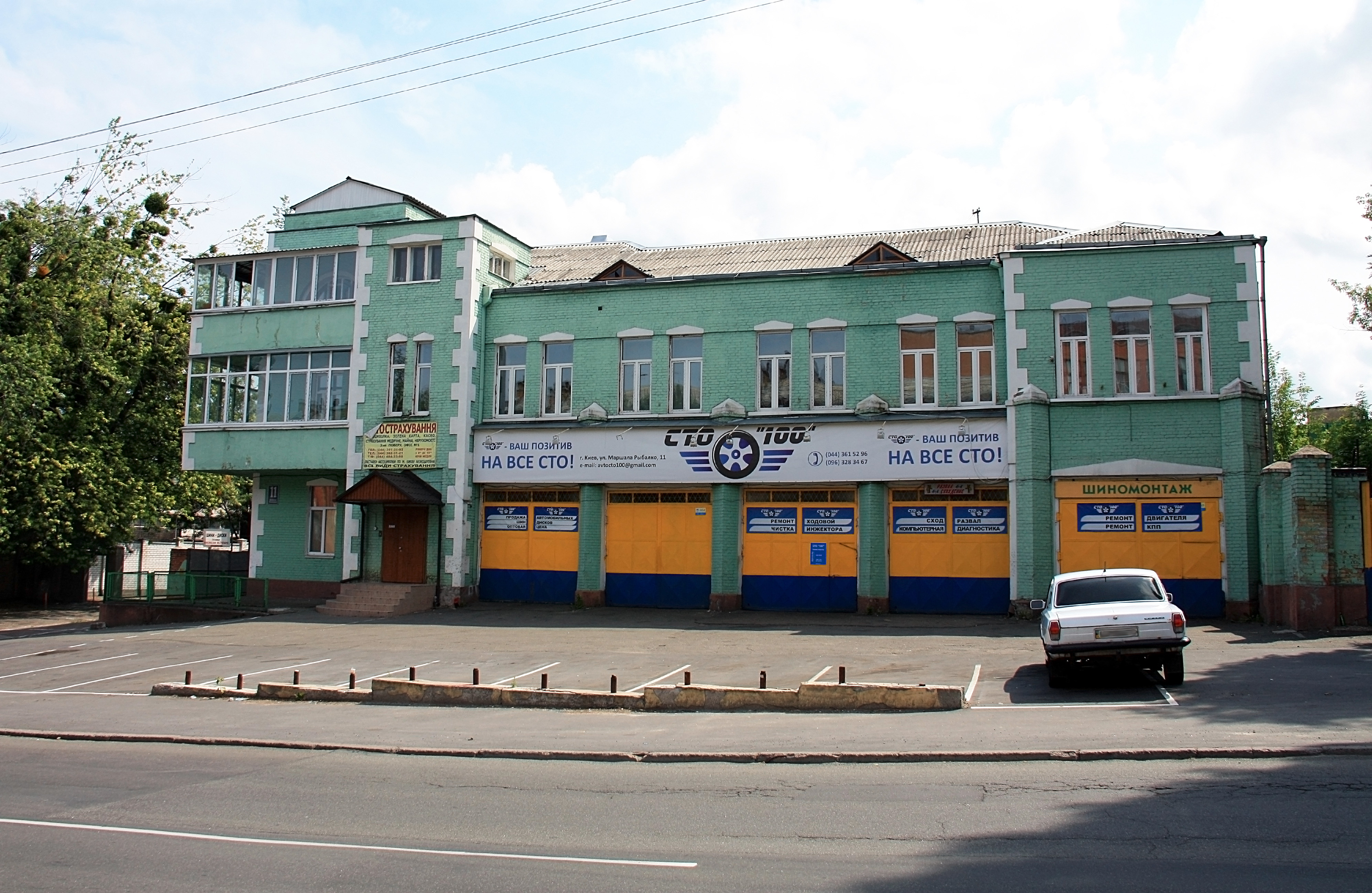
Feuerwehrdepot Marschall-Rybalko-Straße 11, jetziger Zustand
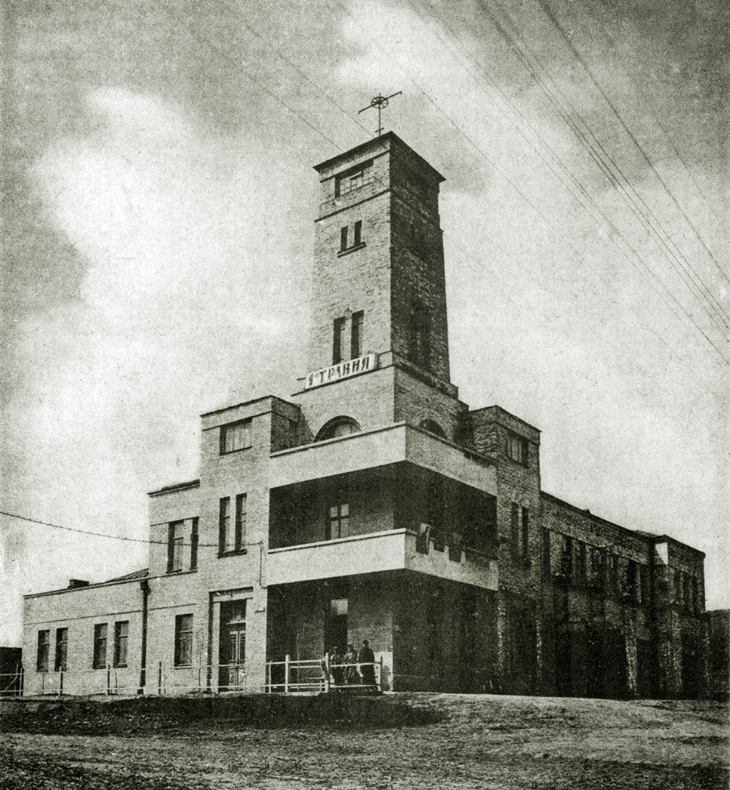
Feuerwehrdepot Marschall-Rybalko-Straße 11, ursprünglicher Zustand